# مدباخ
شهر مدباخ (به آلمانی: Medebach) در ایالت نوردراین-وستفالن در کشور آلمان واقع شده‌است.